# Lodi Vecchio
Lodi Vecchio (Lod Vég in dialetto lodigiano) è un comune italiano di 7 683 abitanti della provincia di Lodi in Lombardia.

## Storia

### Laus Pompeia
(Plinio il Vecchio, Naturalis Historia , III, 124.)

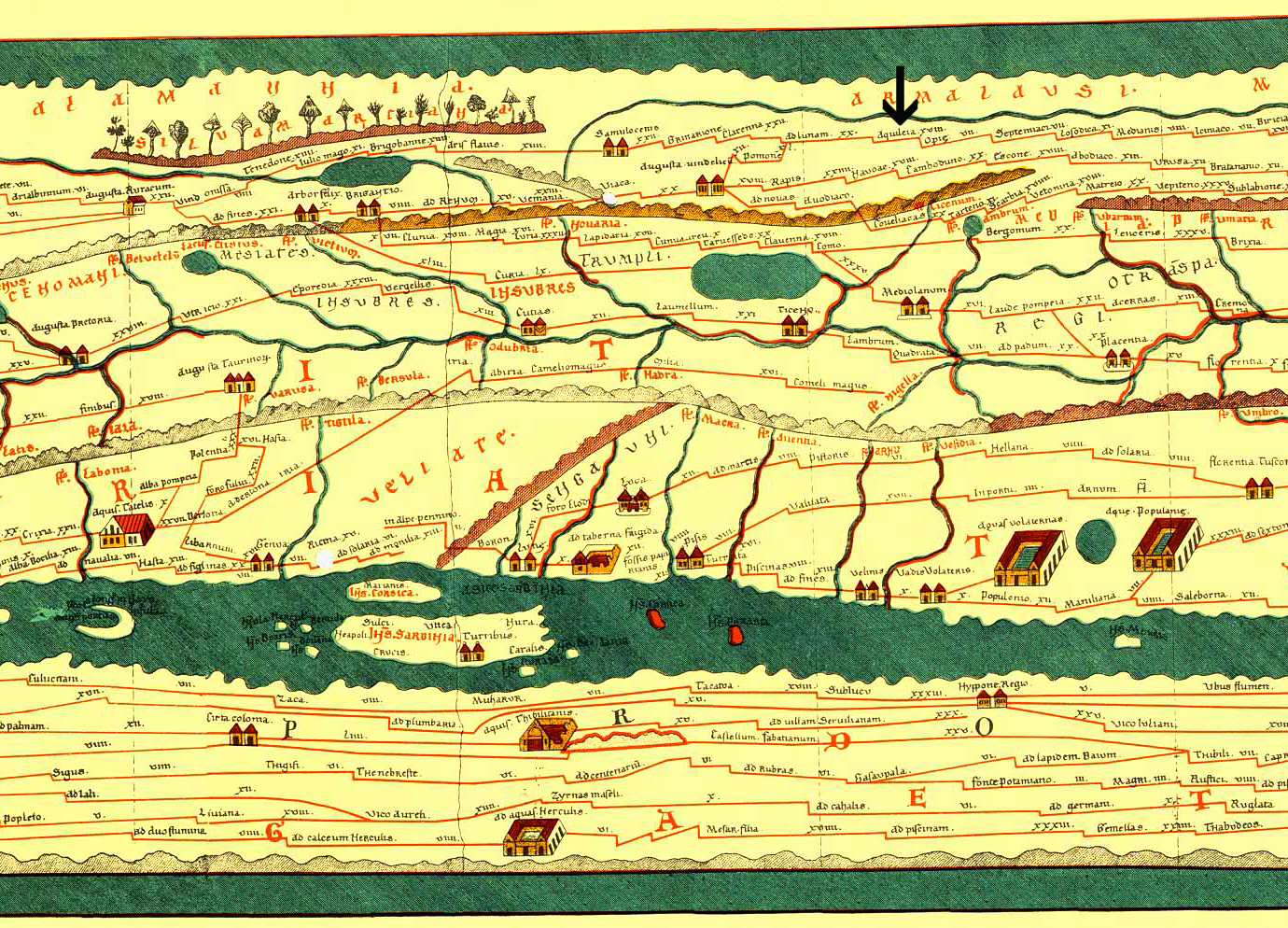
Laus Pompeia nella tavola Peutingeriana

A Lodi Vecchio sorgeva dal 600 a.C. uno dei primi centri delle popolazioni di origine celtica che dimoravano nella pianura padana. Plinio il Vecchio afferma che venne fondata dai Celti Boi, sebbene storicamente quel territorio sia sempre stato occupato dagli Insubri. In ogni caso non ci è stato tramandato il toponimo gallico dell'antico borgo, anche se la tradizione riporta il nome di Alauda (allodola, uccello sacro ai Galli) da cui ebbe poi origine il nome Laus. A tale proposito, l'immagine dell'allodola compare nello stemma civico in uso dagli anni '30 del XX secolo, fino al 1963.
I Romani vi giunsero tra il 223 a.C. e il 222 a.C., anni in cui i consoli (Publio Furio Filo e Gaio Flaminio Nepote prima, Marco Claudio Marcello e Gneo Cornelio Scipione poi) attaccarono e sconfissero gli Insubri. Questa prima occupazione durò poco in quanto gli Insubri, approfittando della discesa di Annibale, si ripresero la loro indipendenza e la mantennero per un paio di decenni.
Solo nel 195 a.C. la resistenza degli Insubri fu definitivamente estirpata; da allora fino al 49 a.C., Laus fece parte della provincia della Gallia Cisalpina, situato lungo la via Mediolanum-Placentia, strada romana che metteva in comunicazione Mediolanum (Milano) con Placentia (Piacenza) passando da Laus. Proprio da Laus partiva una diramazione secondaria di questa strada che giungeva a Cremona (Cremona). Laus in epoca romana era quindi un importante snodo stradale e commerciale.
Dall'89 a.C. venne ridenominata Laus Pompeia in onore a Gneo Pompeo Strabone, padre di Pompeo Magno, che proprio quell'anno aveva concesso il diritto latino agli abitanti delle comunità in Transpadana. Giulio Cesare nel 49 a.C., in riconoscimento del contributo dato dalle popolazioni della Valle Padana alla sua causa, concesse a Laus Pompeia il titolo di municipium. Nel 7 d.C., in seguito all'istituzione delle regioni augustee e all'accorpamento della Gallia Cisalpina all'Italia, Laus Pompeia entrò a far parte della Regio XI Transpadana.

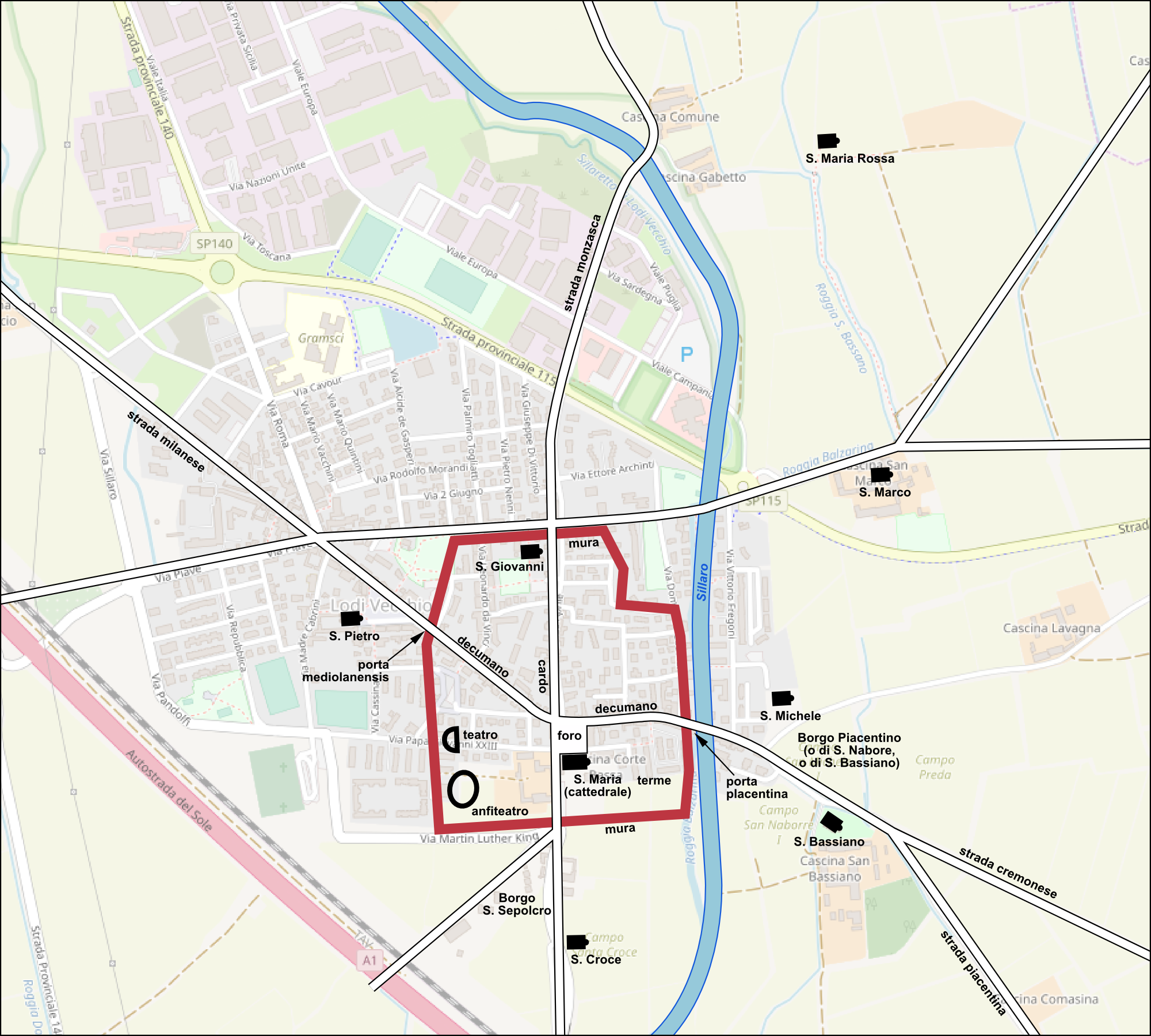
Mappa di Laus Pompeia

Tra l'agosto del 14 d.C. e il luglio del 23 d.C. fu collocata su una porta di Laus Pompeia l'epigrafe: «Tiberio Cesare Augusto, figlio di Augusto, e Druso Cesare, figlio di Augusto, fecero costruire questa porta». Evidentemente quindi doveva esistere una cinta muraria. Il 12 luglio 303 vi furono decapitati i santi Nabore e Felice, soldati romani convertiti al cristianesimo.

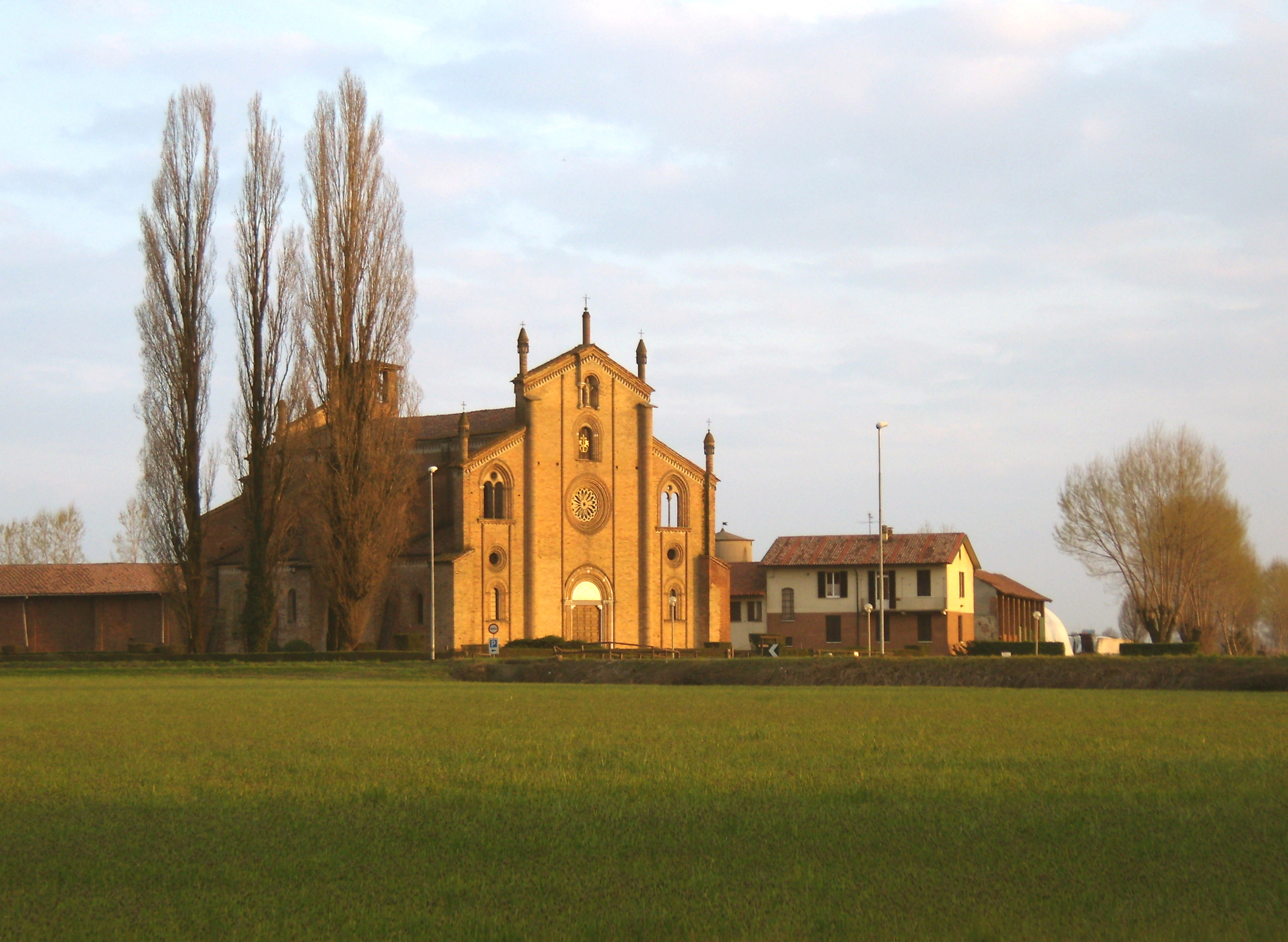
La Basilica dei Dodici Apostoli, detta anche di San Bassiano, a Lodi Vecchio

Nella seconda metà del IV secolo divenne sede vescovile per volere di Sant'Ambrogio, che designò San Bassiano quale primo vescovo della Diocesi di Lodi. Subì le offese dei Barbari nel corso del V secolo e durante la guerra gotica nel VI secolo.
Il moto espansionistico di Milano ebbe con Ariberto d'Intimiano il primo impulso verso l'assoggettamento di Lodi.
Nel 1036 si forma un fronte sudista (Lodi, Pavia, Cremona) contro Ariberto. Le milizie comunali milanesi vengono piegate nella battaglia di Campomalo.
È tuttavia inevitabile la vittoria finale di Milano, favorita da forti motivi politico-economici.
Nel 1111 le milizie milanesi prendono d'assedio la città, i laudensi si difendono con l'aiuto dei pavesi e dei cremonesi ma, dopo aver resistito un mese, si arrendono e il 24 maggio la città di Lodi viene rasa al suolo.
La pace imposta dai milanesi prevede la sudditanza ai milanesi e il divieto di ricostruire gli edifici distrutti. Il 24 aprile 1158 i milanesi incendiano il resto della città e Lodi viene completamente distrutta.
L'imperatore Federico I di Svevia, detto il Barbarossa, per ribadire il proprio potere su Milano, ormai troppo autonoma, decide di riedificare Lodi a pochi chilometri di distanza ma in posizione maggiormente difendibile (sul Colle Eghezzone). Il 3 agosto 1158 Federico Barbarossa fonda la nuova città di Lodi.

### La ricostruzione e le scorrerie medievali
Divenuta cava da cui estrarre materiali di riutilizzo per edificare la nuova città, a poco a poco gli abitanti sbandati nelle vicinanze cominciarono a ritornare, facendo così sorgere il villaggio che prese il nome di Lauda Veteris (o Lauda Vetus).
Questo villaggio non cessò mai di essere bersaglio delle scorrerie dei milanesi, essendo posta sull'unica strada che collegava Milano con la nuova Lodi. Nel 1237 i milanesi vi posero campo, nel tentativo di impedire a Federico II di entrare a Lodi. Dopo la Battaglia di Cortenuova il legato pontificio Gregorio di Montelongo con le milizie milanesi devastò il villaggio, abbattendo tutti i campanili delle chiese rimaste integre, approfittando dell'interdetto e della successiva scomunica della diocesi lodigiana.
Il 15 giugno 1250, l'esercito milanese viene sconfitto in battaglia dai lodigiani, supportati dai cremonesi.
Il 18 gennaio 1268 Lodi Vecchio fu devastato da un incendio, fatto appiccare da Corradino di Svevia; l'anno successivo vi si accamparono le milizie di Napo della Torre.
Il 25 maggio 1278 il villaggio vide scontrarsi in battaglia le truppe di Cassone della Torre e quelle dell'arcivescovo Ottone Visconti, costretto alla fuga. Tre anni dopo il paese è nuovamente occupato dai milanesi capitanati dal marchese di Monferrato, onde assediare Lodi, fautrice dei Torriani.
Nel maggio del 1294 Matteo Visconti occupa Lodi Vecchio, innalzando un castello di legnami e facendo scavare un fossato, per tener fronte ai lodigiani, che avevano elevato a loro comandanti Mosca ed Erreco della Torre.

### L'epoca moderna
Il compartimento territoriale del lodigiano risalente al Cinquecento vede, nello Stato di Milano, la presenza di alcune realtà che sarebbero poi entrate a pieno titolo a costituire quello che è l'odierno territorio comunale di Lodi Vecchio. A quell'epoca esistevano infatti il Comune di Lodivecchio, intorno alla chiesa di San Pietro, con Santo Stefano di Lodi Vecchio, il Comune di Gallinazza e Beni di Pol Codecà, Santa Maria di Lodivecchio, intorno all'antica cattedrale, con il Comune di San Bassiano di Lodi Vecchio e San Marco di Lodi Vecchio. Il 9 maggio 1648 il conte Baldassarre Masserati acquistò il feudo di Lodivecchio.
Con la riforma austriaca del 1757 nascono due Comuni: Lodi Vecchio e Santa Maria di Lodivecchio. In età napoleonica (1809-16) furono aggregati a Lodivecchio i comuni di Bagnolo, Cà de' Zecchi e Pezzolo de' Codazzi, ridivenuti autonomi con la costituzione del Regno Lombardo-Veneto. All'8 giugno 1805 il Comune di Lodi Vecchio conta 949 abitanti, mentre Santa Maria di Lodivecchio (che verrà aggregata definitivamente nel 1837) ne ha pochi di più: sono 1069.
Dopo la seconda guerra mondiale Lodi Vecchio ha conosciuto un forte sviluppo demografico ed economico. 
Su quattro parlamentari del P.C.I. espressi dal territorio lodigiano (ancora parte della Provincia di Milano) tra il 1946 e il 1991, due erano residenti a Lodi Vecchio: Francesco Zoppetti, parlamentare tra il 1972 e il 1987, e Lino Osvaldo Felissari, a Roma dal 1987 al 1994. Entrambi sono stati per diversi mandati eletti alla carica di sindaco di Lodi vecchio. Per tale motivo, e poiché dalla prima elezione del secondo dopoguerra ad oggi si sono succedute esclusivamente amministrazioni di sinistra e di centrosinistra, Lodi Vecchio è soprannominata "la Stalingrado lodigiana".
Come tutti i comuni del Lodigiano, anche Lodi Vecchio presenta la sua scurmagna. Dagli abitanti dei paesi vicini, i ludevegini venivano apostrofati con il soprannome di "curada" (polmone)
Il 22 gennaio 2006 è stato attribuito a Lodi Vecchio il titolo di città.

### Simboli
Stemma
(D.P.R. 27 febbraio 2009)
Il primo stemma dell'antica Laus viene descritto, indirettamente, da un anonimo comasco, nella cronaca dell'assedio della città lariana del 1118. Nell'occasione gli assediati, da lontano, scambiarono le insegne laudensi con le proprie (di rosso, alla croce d'argento), accorgendosi solo troppo tardi di aver confuso l'argento con l'oro. Da questa descrizione del 1126 lo storico lodigiano Alessandro Caretta evince che l'originario stemma cittadino ricalcava la Croce di Costantino (d'oro in campo rosso), per dichiarare la fedeltà della città alla causa ghibellina. Durante il ventennio fascista lo stemma civico presentava uno scudo identico, per disposizione dei colori, a quello di Lodi, con l'aggiunta di un'allodola nel primo quarto e del fascio littorio nel secondo. L'allodola, derivata dalla leggenda cinquecentesca che voleva questo animale all'origine del nome del villaggio celtico, mantenne la sua posizione nello stemma anche nel secondo dopoguerra, quando i colori appaiono invertiti rispetto a quello del capoluogo. Tale disposizione divenne ufficiale nel 1963. Dal 2009 è in uso il nuovo stemma, con gli ornamenti esteriori da città e il cartiglio riportante il nome romano della località.
Gonfalone
Bandiera
Il comune di Lodi Vecchio dispone anche di una bandiera che riprende la blasonatura dello scudo araldico municipale (croce oro in campo rosso).
Il vessillo cittadino – unitamente al tricolore italiano e alla bandiera europea – è esposto a Palazzo Bulloni (sede municipale) e presso le sedi di alcune istituzioni legate al comune, quali Museo Laus Pompeia, scuole, e altri edifici pubblici.

## Monumenti e luoghi d'interesse
Fra gli edifici più interessanti della città:
- la Basilica di San Bassiano
- la chiesa parrocchiale di San Pietro, che divenne parte dell'omonima abbazia benedettina che fu, dopo la distruzione di Laus, perno della rinascita di questo territorio.
- il settecentesco Palazzo Rho/Bignami.
- il Polo Culturale, composto dal Museo Laus Pompeia, dall'ex "conventino" di Santa Maria, e dagli adiacenti resti archeologici dell'antico foro romano e della Cattedrale di Santa Maria.
- la cappella votiva dei Santi Nabore, Felice e Vittore
- la cappella della Madonna della Valletta.
- la cappella campestre di Santa Maria Rossa.
- la cascina San Marco, che fu sede della prima[20] abbazia dei monaci di Cluny in Lombardia.
- la cascina Gualdane, che conserva l'antico mulino del 1797 ancora funzionante.

### Scavi archeologici
(Ciriaco d'Ancona, Itinerarium )

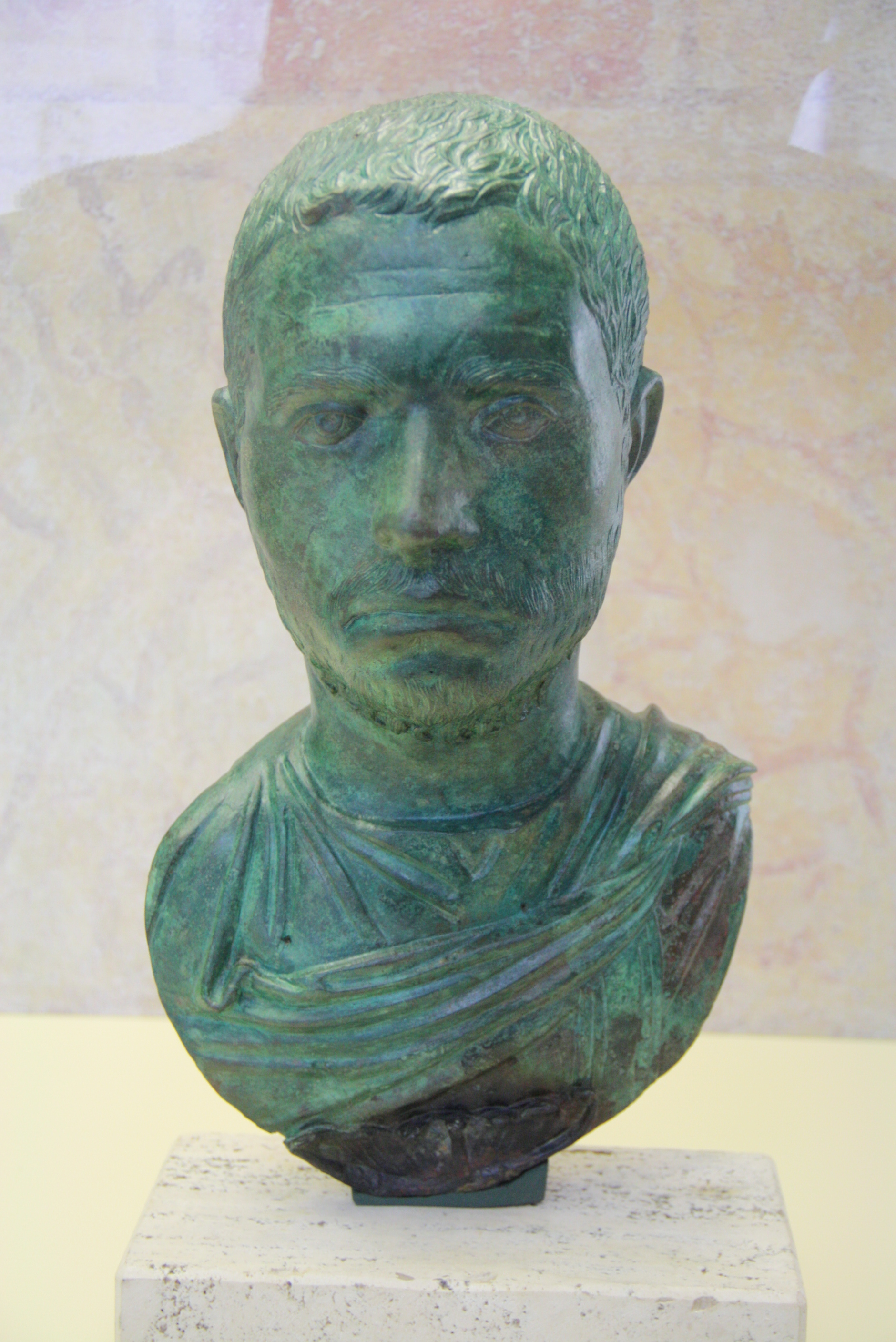
Museo Archeologico di Milano. Busto in bronzo da Lodi Vecchio (sec. III d.C.), probabilmente recuperato durante gli scavi ottocenteschi della famiglia Cavezzali

Dopo la distruzione del 1158, nessuna costruzione monumentale (mura comprese), restava visibile. Il successivo spoglio, ad opera dei laudensi per la ricostruzione di Lodi Nuova, completava l'opera di spoliazione.
Tuttavia il sottosuolo restituiva bronzi ed altri manufatti ceramici, che venivano continuamente alla luce grazie a rinvenimenti occasionali.
Si costituiscono così, tra la fine del Quattrocento e il Settecento, raccolte e collezioni archeologiche.
Attorno alla metà dell'Ottocento le ricerche, o meglio gli sterri, nel terreno dell'antica Laus assumono un aspetto sistematico. In questo periodo, infatti, è la nobile famiglia dei Cavezzali ad intraprendere scavi nei loro possedimenti, in particolare tra il fiume Sillaro e il presunto foro. Frutto di questa attività di scavo fu la scoperta di una grande quantità di materiali, in marmo e in bronzo. La totale perdita di questo patrimonio, venduto nel 1838 a Maria Anna di Savoia, moglie di dell'imperatore Ferdinando I d'Austria rappresenta un grave danno per la storia archeologica del sito. I reperti ludevegini, portati da Lodi a Vienna, non sono identificabili. Tuttavia dovevano essere numerosi e di valore, poiché il prezzo di vendita, di 30.000 lire austriache, corrispondevano a una cifra del tutto ragguardevole.
Gli scavi a Lodi Vecchio ripresero negli anni Cinquanta del Novecento, sotto la guida dell'archeologo professor Antonio Frova, per indagare su alcuni aspetti della forma urbis della città romana.
Degli anni Ottanta è il ritrovamento dei resti di un teatro di età augustea. Quasi contemporanei i ritrovamenti, nelle immediate vicinanze, di strutture murarie pertinenti ad un anfiteatro.
Il 18 maggio 2014 è stato inaugurato il civico museo di Laus Pompeia, sito all'interno di un restaurato edificio settecentesco utilizzato a lungo come stalla e fienile. L'interno ospita i reperti archeologici provenienti dal territorio dell'ager laudensis e il fondo bibliografico archeologico del professor Frova, di oltre 5.000 volumi.

## Società

### Evoluzione demografica
Abitanti censiti

### Etnie e minoranze straniere
Secondo le statistiche ISTAT al 1º gennaio 2017 la popolazione straniera residente nel comune era di 933 persone, pari al 12% della popolazione. Le nazionalità maggiormente rappresentate in base alla loro percentuale sul totale della popolazione residente erano al 2017:
- Romania 250
- Albania 157
- Egitto 146
- Marocco 49
- Ecuador 44
- Tunisia 34
- Macedonia del Nord 31
- Ucraina 30
- Turchia 22

## Amministrazione
Segue un elenco delle amministrazioni locali.
| Periodo | Periodo   | Primo cittadino        | Partito                                                    | Carica  | Note                                                           |
| ------- | --------- | ---------------------- | ---------------------------------------------------------- | ------- | -------------------------------------------------------------- |
| 1837    | 1859      | Pietro Polenghi        |                                                            | Podestà |                                                                |
| 1859    | 1862      | Pietro Minoietti       |                                                            | Sindaco |                                                                |
| 1862    | 1867      | Luigi Brunetti         |                                                            | Sindaco |                                                                |
| 1868    | 1892      | Pietro Formenti        |                                                            | Sindaco |                                                                |
| 1892    | 1895      | Ernesto Bignami        |                                                            | Sindaco |                                                                |
| 1895    | 1898      | Pietro Corneliani      |                                                            | Sindaco |                                                                |
| 1898    | 1901      | Giuseppe Bariggi       |                                                            | Sindaco |                                                                |
| 1901    | 1905      | Luigi Formenti         |                                                            | Sindaco |                                                                |
| 1906    | 1913      | Ernesto Bignami        |                                                            | Sindaco |                                                                |
| 1913    | 1914      | Bassiano Virtuani      |                                                            | Sindaco |                                                                |
| 1914    | 1920      | Paolo Bignami          |                                                            | Sindaco |                                                                |
| 1920    | 1922      | Andrea Cassinari       | Partito Socialista Italiano                                | Sindaco |                                                                |
| 1923    | 1924      | Giovanni Bariggi       | Partito Nazionale Fascista                                 | Sindaco |                                                                |
| 1925    | 1931      | Giuseppe Avanzini      | Partito Nazionale Fascista                                 | Podestà | nominato con regio decreto                                     |
| 1931    | 1935      | Giuseppe Virtuani      | Partito Nazionale Fascista                                 | Podestà | nominato con regio decreto                                     |
| 1935    | 1943      | Ernesto Zerbi          | Partito Nazionale Fascista                                 | Podestà | nominato con regio decreto                                     |
| 1945    | 1945      | Pietro Acquistapace    | Democrazia Cristiana                                       | Sindaco | nominato dal CLN. In carica dal 27 aprile al 29 maggio 1945.   |
| 1945    | 1945      | Achille Boselli        |                                                            | Sindaco | nominato dal CLN. In carica fino al 3 agosto 1945.             |
| 1945    | 1945      | Pietro Galmozzi        | Partito Socialista Italiano                                | Sindaco | nominato dal CLN. In carica dal 14 agosto al 14 novembre 1945. |
| 1945    | 1956      | Angelo Zoncada         | Partito Comunista Italiano                                 | Sindaco | nominato dal CLN, poi dal consiglio comunale                   |
| 1956    | 1975      | Vittorio Fregoni       | Partito Comunista Italiano                                 | Sindaco |                                                                |
| 1975    | 1985      | Lino Osvaldo Felissari | Partito Comunista Italiano                                 | Sindaco |                                                                |
| 1985    | 1995      | Francesco Zoppetti     | Partito Comunista Italiano                                 | Sindaco |                                                                |
| 1995    | 2004      | Lino Osvaldo Felissari | Partito Democratico della Sinistra Democratici di Sinistra | Sindaco |                                                                |
| 2004    | 2014      | Giovanni Carlo Cordoni | Democratici di Sinistra Partito Democratico                | Sindaco |                                                                |
| 2014    | 2019      | Alberto Vitale         | Partito Democratico                                        | Sindaco |                                                                |
| 2019    | in carica | Lino Osvaldo Felissari | Partito Democratico                                        | Sindaco |                                                                |

## Media
Ha sede in città la redazione del "lodivecchio mese", mensile di informazione fondato nel 1986.

## Sport
In città sono presenti due società calcistiche: l'US Lodi Vecchio e la Fulgor Lodivecchio.
L'US Lodi Vecchio 1928. Fondato nel 2021, prende il posto dell'AS Lodivecchio, che ha rinunciato all'iscrizione al campionato nello stesso anno. Il '1928' del nome societario si riferisce all'anno di fondazione dell'US Lodivecchio, la prima società calcistica della città. 
La divisa casalinga è composta da una maglia rossa con croce gialla, come lo stemma cittadino. Per la stagione 2023-24, ha rinunciato a iscrivere in Prima Categoria la squadra maschile, rimanendo attivo nel solo settore giovanile e nel campionato CSI femminile.
La Polisportiva Fulgor Lodivecchio è un gruppo sportivo inserito all'interno dell'Oratorio S. Luigi. Nasce nel 1986, erede della Fulgor del 1929, e abbraccia tre discipline sportive: calcio, basket e pallavolo. I colori sociali sono il bianco e il rosso. Milita in Terza Categoria.
Nell'atletica leggera, la storica società Atletica Laus 1994 è stata assorbita dalla Nuova Atletica Fanfulla Lodigiana, che mantiene l'utilizzo della pista e delle attrezzature dell'impianto "Giacomo Matteotti".
La città è rappresentata nella ginnastica artistica dall'ASD Ginnastica Laudense, fondata nel 1980.

## Galleria d'immagini

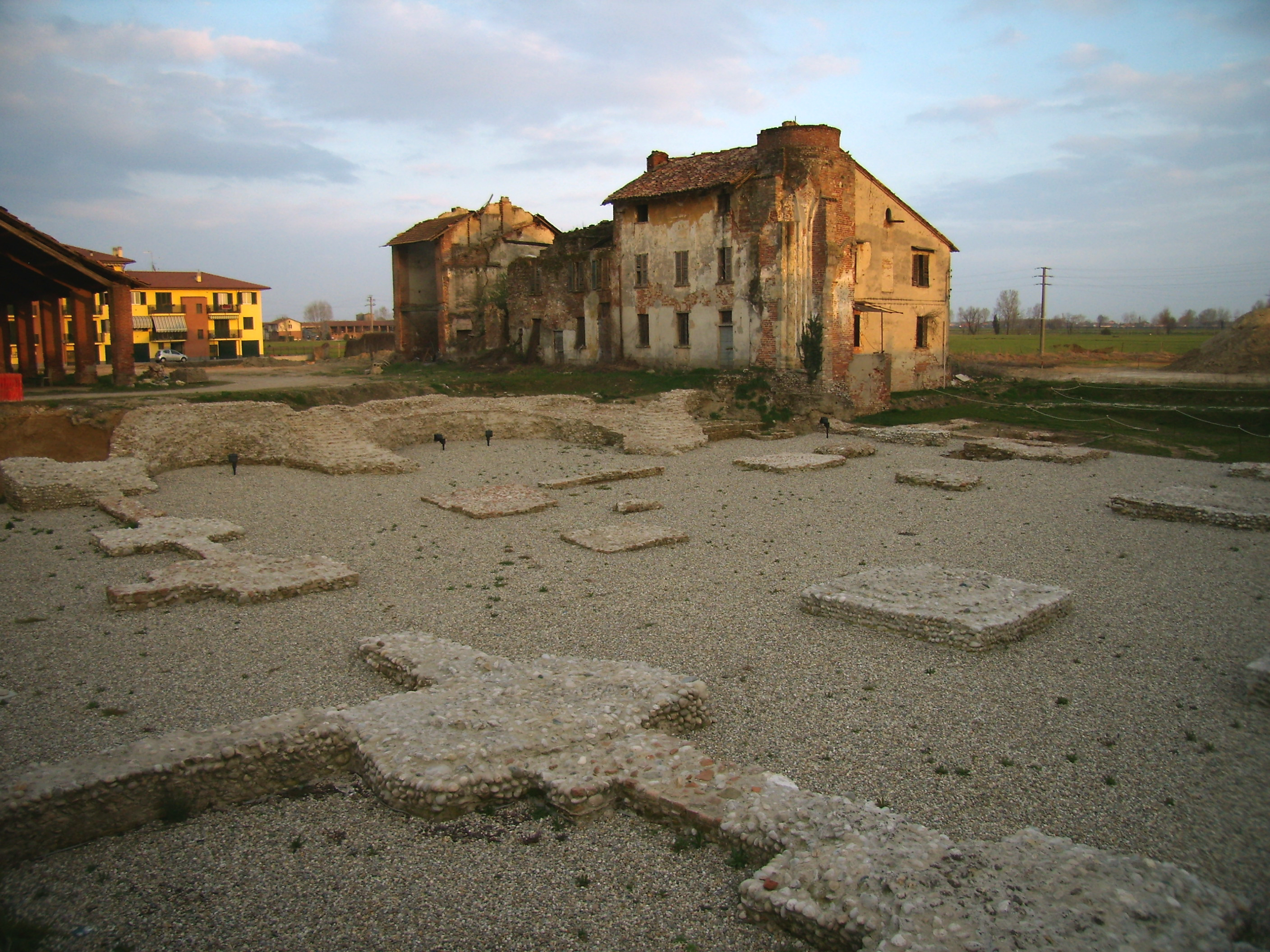
Resti della cattedrale di Santa Maria
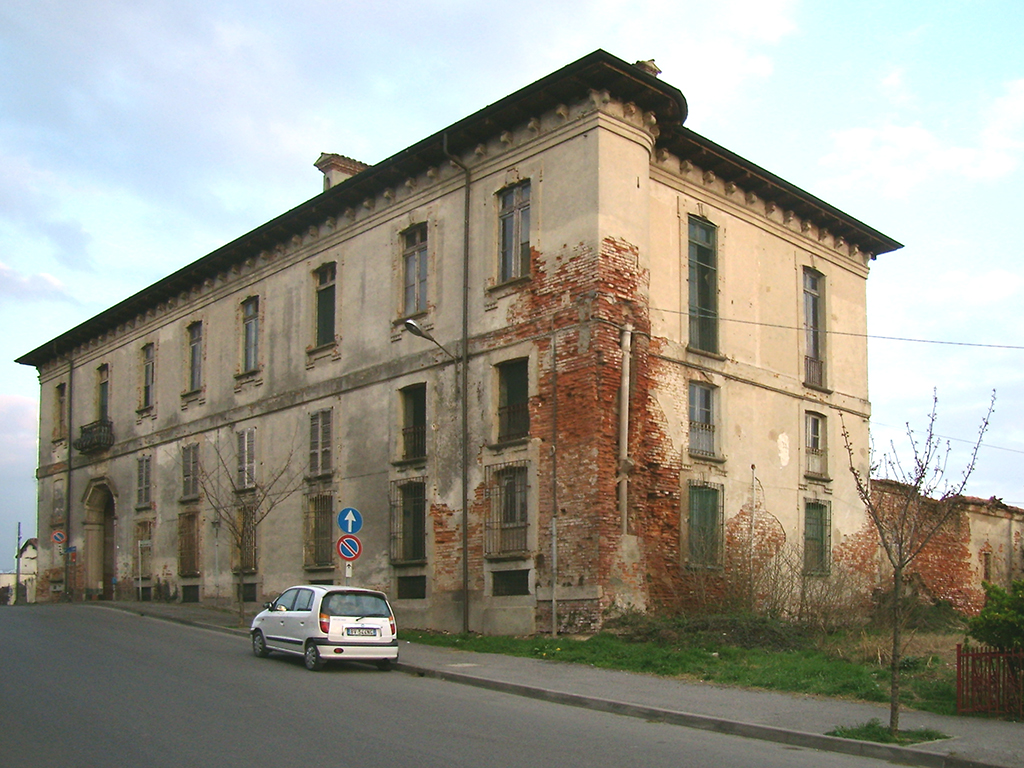
Palazzo Rho
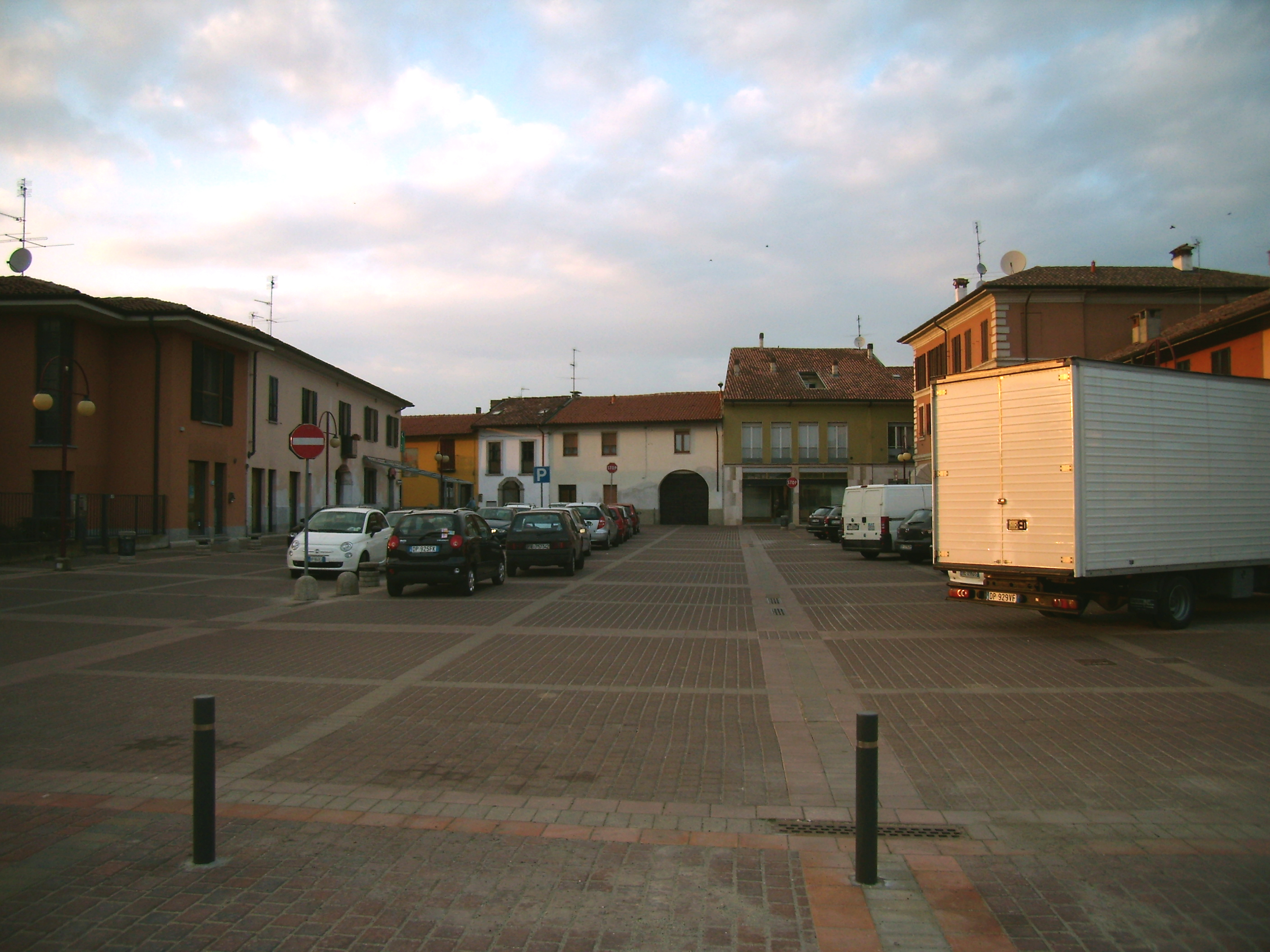
Piazza Santa Maria